# Öndörkhangai, Uvs
Öndörkhangai (tiếng Mông Cổ: Өндөрхангай) là một sum của tỉnh Uvs ở Mông Cổ. Vào năm 2008, dân số của sum là 3.779 người.

## Địa lý
Sum có diện tích khoảng 4.600 km2. Trung tâm sum, Jargalan, nằm cách tỉnh lỵ Ulaangom 268 km và thủ đô Ulaanbaatar 1.180 km.

### Khí hậu
Öndörkhangai có khí hậu bán khô hạn. Nhiệt độ trung bình hàng năm trong khu vực là 1 °C. Tháng ấm nhất là tháng 7, khi nhiệt độ trung bình là 24 °C và lạnh nhất là tháng 1, với −24 °C. Lượng mưa trung bình hàng năm là 232 mm. Tháng ẩm ướt nhất là tháng 8, với lượng mưa trung bình là 52 mm, và khô nhất là tháng 1, với 4 mm.

## Hành chính
Sum được chia thành 5 bag (xã):
- Tsaluu
- Batsaikhan
- Tsagaannuur
- Jargalant
- Tsetserleg

## Kinh tế
Sum có một trường học, bệnh viện, khu dịch vụ và nhà nghỉ.